# Bonifacio López Pulido
Bonifacio López Pulido (Montehermoso, 1774 - Segovia, 1827) fue un sacerdote español, que llegó a ser obispo de la Diócesis de Urgel y la Diócesis de Segovia en sus últimos años de vida.

## Biografía
Hijo de labradores, nació en Montehermoso, Diócesis de Coria, Extremadura, el 14 de mayo de 1774. Con quince años, el 15 de noviembre de 1789 ingresó en el Convento de San Vicente de Plasencia, y allí vivió hasta que fue ordenado sacerdote. En dicho convento enseñó Filosofía y regentó la Cátedra de Teología Moral.
Después de esto fue nombrado Maestro de Estudiantes en el Monasterio de Santa María de Trianos del Obispado de León. Ejerció allí durante tres años siendo al mismo tiempo, Director del Colegio de seglares. Se le trasladó después a Santo Domingo de La Coruña de lector de Sagrada Teología. Destacó allí por su asistencia a los pobres, enfermos y encarcelados y por su labor en el púlpito y el confesionario.
El 21 de enero de 1809, regresando a La Coruña, fue detenido por las tropas invasoras de Napoleón, quienes le amenazaron de muerte por considerarlo un espía. Se encomendó a Santa Inés, cuya fiesta se celebra ese día, y se vio libre de aquel terrible trance. Consiguió el indulto para un sacerdote muy patriota, que se encontraba en capilla por afecto a la nación.
Tuvo tanta fama de caridad y misericordia que era considerado como mediador y favorecedor de todos los indigentes. Invitado por personas agradecidas a quienes proporcionó socorros cuando llegaron a La Coruña huyendo de la guerra, fue a Madrid con permiso de sus superiores. Allí le proporcionaron una plaza de confesor de la Familia Real y luego fue elegido prior del Convento de Nuestra Señora de Atocha.
El 4 de noviembre de 1822 el convento se vio cercado de tropa nacional. La prudencia del prior edificó a los soldados, a quienes amablemente mostró todos los rincones que quisieron registrar.
El 28 de octubre de 1824 fue presentado por el rey como Obispo de Urgel. El 6 de marzo de 1825 tuvo lugar en la capilla real la consagración episcopal. Fue un obispo modelo que siguió la regla de Santo Domingo en todo lo posible.
El 21 de mayo de 1827 fue promovido obispo de Segovia. El 3 de diciembre de ese año murió santamente en Segovia atacado de fiebres malignas, a los cincuenta y tres años de edad.
| Predecesor: Bernat Francés y Caballero | Obispo de Urgel 1824 a 1827       | Sucesor: Simó de Guardiola y Hortoneda  |
| Predecesor: Bernat Francés y Caballero | Copríncipe de Andorra 1824 a 1827 | Sucesor: Simó de Guardiola y Hortoneda  |
| Predecesor: Isidoro Pérez Celis        | Obispo de Segovia 1827 a 1827     | Sucesor: Juan Nepomuceno de Lera y Cano |